# William Backhouse Astor, Jr.

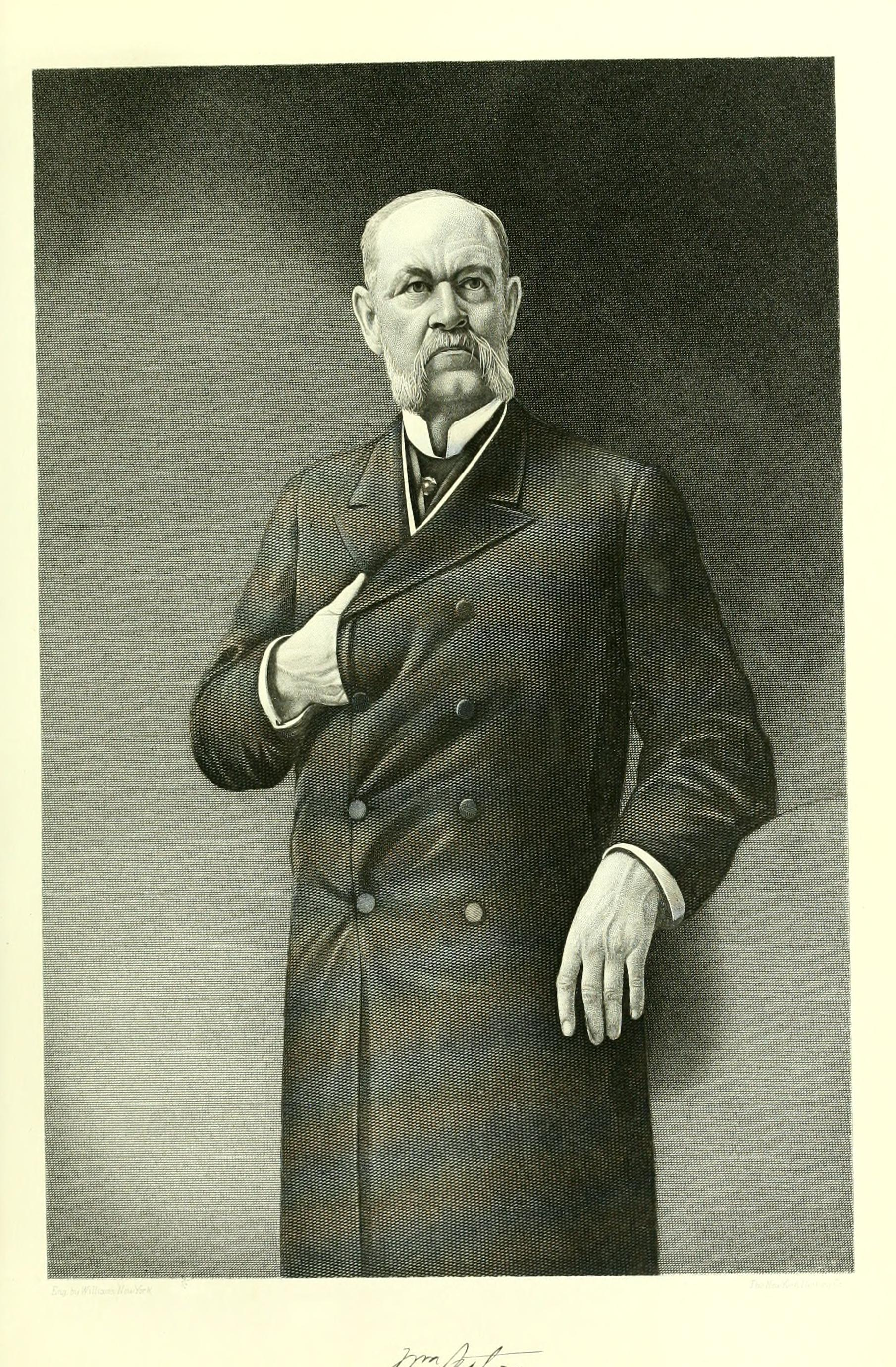
William B. Astor, Jr., 1900.

William Backhouse Astor Jr. (12 de julho de 1829 - 25 de abril de 1892) foi um empresário norte-americano, proprietário/criador de cavalos de corrida e iatista que era membro da proeminente família Astor. Seu irmão mais velho, financista e filantropo John Jacob Astor III, tornou-se chefe da ramificação britânica dos Astors na Inglaterra. William Jr. era o chefe da ramificação americana dos Astors, enquanto sua esposa, Caroline Schermerhorn, liderou dos "Quatrocentos" da sociedade de Nova York durante a Era Dourada.